# Fernando Cruz Calvo
Fernando Cruz Calvo (Madrid, 16 de diciembre de 1981) es un torero español.

## Biografía
Su formación taurina la realizó en la Escuela Taurina de Madrid. Debutó con traje de luces el año 2000, realizando una brillante actuación en el ciclo de novilladas sin picadores de la Feria de Palencia, donde cortó dos orejas. 
Debutó como novillero con picadores en la Arena de Nimes el 24 de febrero de 2002. Su presentación en Las Ventas de Madrid tuvo lugar el 20 de julio de 2003 ante un novillo de 489 kg de la ganadería de Sorando, alternó en el cartel con Francisco José Palazón e Ismael López. 
Tomó la alternativa en la ciudad francesa de Nimes el 28 de mayo de 2004 ante toros de la ganadería de Torrealta, ejerciendo de padrino El Juli y actuando como testigo José María Manzanares, obteniendo como trofeo una oreja. El 13 de mayo de 2005 confirmó la alternativa en las plaza de toros de Madrid, con ganado de Celestino Cuadri, ejeciendo de padrino Rivera Ordóñez Paquirri y testigo Iván García. 
Ha actuado en las principales plazas de España y Francia: Nimes, Barcelona, Pamplona, Bilbao, Albacete, Valencia y la Real Maestranza de Sevilla. En el año 2006 fue premiado con una oreja en la Feria de San Isidro de Madrid, tras una buena faena. En la temporada 2006 lidió un total de 23 corridas, en la 2007 fueron 21, y en la 2008 únicamente 9.
El 15 de agosto de 2012 sufrió una grave cogida en la plaza de Las Ventas ante un toro de la ganadería de Gavira.